# 國會大廈 (維吉尼亞威廉斯堡)

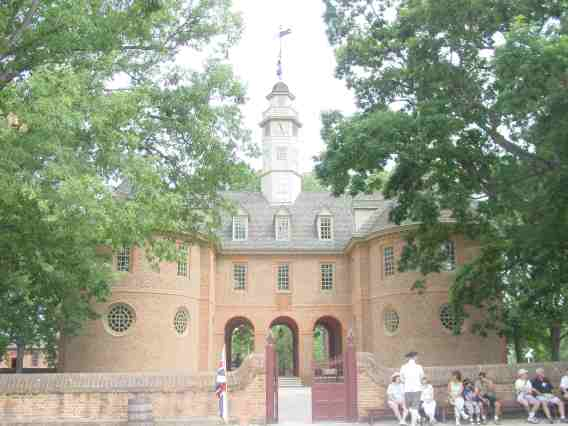
國會大廈

在威廉斯堡的國會大廈（1705年建）是美國第一個國會大廈。被重建國會大廈是殖民地威廉斯堡的焦點。
1705年被燒，1747年被重建。1780年美國革命戰爭期間，在杰斐逊的敦促下，維吉尼亞首府被遷往里士满，老國會大廈一直是英國希望得到的。在約克鎮之爭康華里投降以後，它因為失修而倒塌。
在20世紀，牧師博士古德溫承擔了威廉斯堡殖民地時代建築的恢復。被重建的三個主要有國會大廈，总督府和威廉與瑪麗學院。